# Filippo Carli
Filippo Carli (Comacchio, 8 marzo 1876 – Roma, 27 maggio 1938) è stato un economista, sociologo e politico italiano.

## Biografia
Nato a Comacchio, in provincia di Ferrara, nel 1876, laureato in giurisprudenza, nel 1916 Carli fu assunto come segretario della Camera di commercio di Brescia, incarico che mantenne sino al 1928. Studioso di sociologia (Introduzione alla sociologia generale, 1925, Le teorie sociologiche, 1925) e di storia economica, cui dedicò opere di rilievo (Storia del commercio italiano, 1934-1936), insegnò nelle università di Cagliari e Pisa.
Di orientamento nazionalista, in polemica con le dottrine liberali e socialiste, Carli elaborò i lineamenti dell'economia corporativa dello stato fascista (Premesse di economia corporativa 1929, Le basi storiche e dottrinali dell'economia corporativa 1938). Morì a Roma, a sessantadue anni, nel 1938.
Il figlio, Guido, fu governatore della Banca d'Italia, senatore e ministro della Repubblica.

## Opere
- Il fondamento razionale del dovere degli stati di abolire la guerra, Bologna, Libreria internazionale Treves di L. Beltrami, 1900.
- Nazionalismo economico, Milano, Tip. La Stampa Commerciale, 1911.
- Il problema dell'insegnamento professionale, Camera di commercio ed industria della provincia di Brescia, Brescia, Pea, 1915.
- La ricchezza e la guerra, Milano, Fratelli Treves editori, 1915.
- Gli imperialismi in conflitto e la loro psicologia economica, Brescia, Tip. Ed. Pea, 1915.
- L' altra guerra, Milano, Fratelli Treves editori, 1916.
- Problemi e possibilità del dopo-guerra nella provincia di Brescia, Brescia, Stab. tip. F. Apollonio & C. Comprende:

1. Camera di commercio ed industria, Brescia, 1916.
2. Inchiesta sui salari nel 1915 e 1916, 1917.
3. Inchiesta sul capitale e sulla tecnica, 1917.
- La partecipazione degli operai alle imprese, Brescia, Stab. tip. F. Apollonio & C., 1918.
- Le esportazioni, Milano, Treves, 1921.
- Dopo il nazionalismo : Problemi nazionali e sociali, Bologna-Rocca S. Casciano, Cappelli, 1922.
- Introduzione alla sociologia generale, Bologna, Zanichelli, 1925.
- Le teorie sociologiche, Scuola di scienze politiche e sociali della R. Universita di Padova, Padova, CEDAM, 1925.
- Premesse di economia corporativa, Pisa, Nistri-Lischi Editori, 1929.
- Teoria generale della economia politica nazionale, prefazione di Giuseppe Bottai, Milano, Hoepli, 1931.
- Saggi di storia economico-sociale, Pisa, Nistri-Lischi, 1932.
- Storia del commercio italiano, Padova, Cedam. Comprende:

1. Il mercato nell'alto Medio Evo, 1934
2. Il mercato nell'età del comune, 1936
- Le basi storiche e dottrinali dell'economia corporativa, Padova, Cedam, 1938.